# Floringhem
Floringhem est une commune française située dans le département du Pas-de-Calais en région Hauts-de-France. Ses habitants sont appelés les Floringhemois
La commune fait partie de la communauté de communes du Ternois qui regroupe 103 communes et compte 37 469 habitants en 2021.

## Géographie

### Localisation
Localisée dans l'est du département du Pas-de-Calais, Floringhem est une commune de la vallée de la Clarence située, à vol d'oiseau, à 3 km au sud-est de la commune d'Auchel (aire d'attraction), à 14 km au nord-est de la commune de Saint-Pol-sur-Ternoise et à 34 km au nord-ouest de la commune d’Arras (chef-lieu d'arrondissement et préfecture du Pas-de-Calais).
Le territoire de la commune est limitrophe de ceux de cinq communes.
Les communes limitrophes sont  Aumerval, Camblain-Châtelain, Cauchy-à-la-Tour, Ferfay et Pernes.

### Géologie et relief
La superficie de la commune est de 4,65 km2 ; son altitude varie de 66  à   140 m.

### Hydrographie

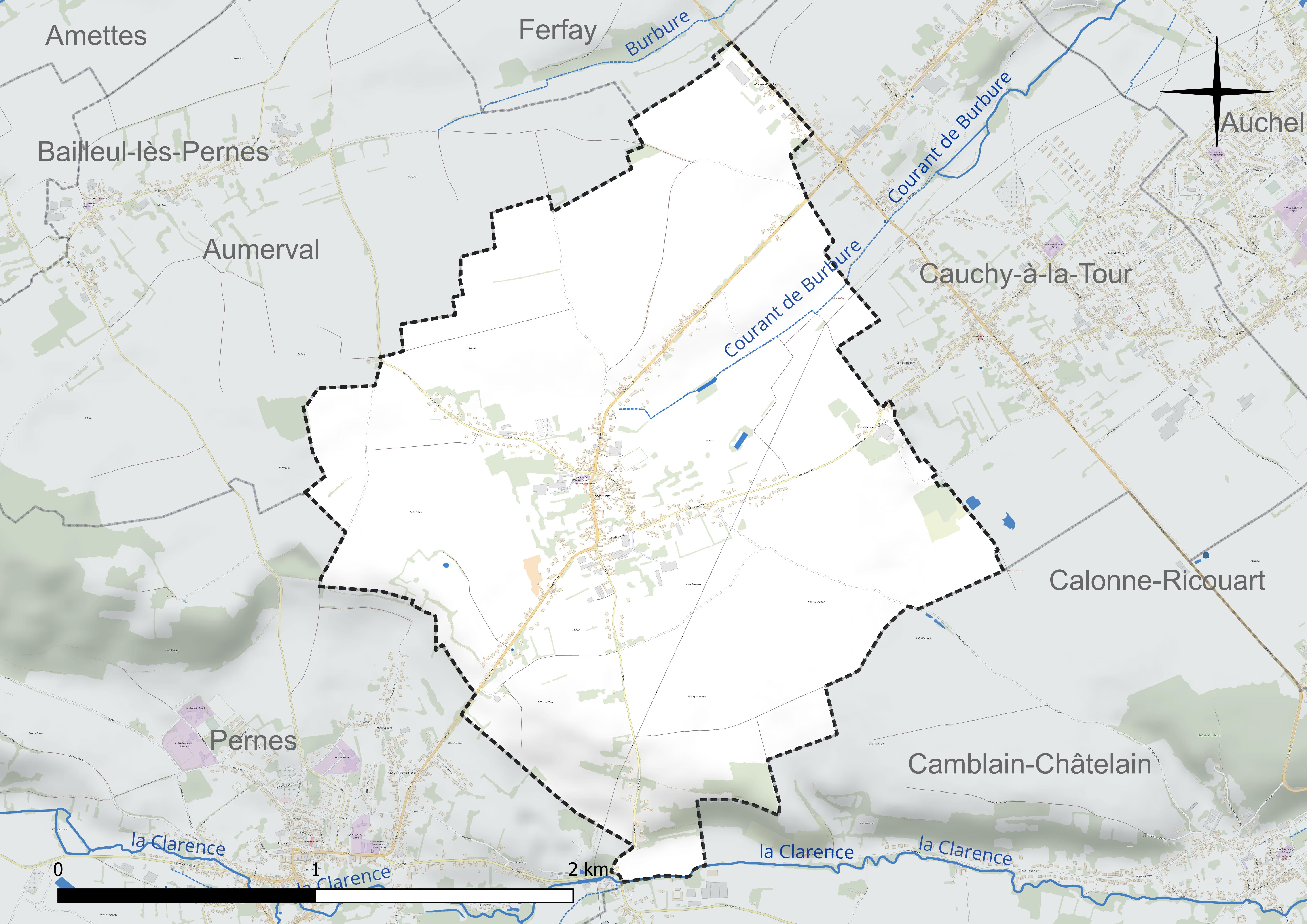
Réseau hydrographique de Floringhem.

Le territoire de la commune est situé dans le bassin Artois-Picardie.
La commune est traversée par la Clarence, un cours d'eau naturel de 33 km, qui prend sa source dans la commune de Sains-lès-Pernes et se jette dans la Vieille Lys aval au niveau de la commune de Calonne-sur-la-Lys,.
C'est aussi dans la commune que prend sa source le courant de Burbure, cours d'eau naturel de 13 km, qui se jette dans l'Eclème au niveau de la commune de Busnes,.

### Climat
Pour des articles plus généraux, voir Climat des Hauts-de-France et Climat du Pas-de-Calais.
En 2010, le climat de la commune est de type climat océanique franc, selon une étude du CNRS s'appuyant sur une série de données couvrant la période 1971-2000. En 2020, Météo-France publie une typologie des climats de la France métropolitaine dans laquelle la commune est exposée à un climat océanique et est dans la région climatique Côtes de la Manche orientale, caractérisée par un faible ensoleillement (1 550 h/an) ; forte humidité de l’air (plus de 20 h/jour avec humidité relative > 80 % en hiver), vents forts fréquents.
Pour la période 1971-2000, la température annuelle moyenne est de 9,9 °C, avec une amplitude thermique annuelle de 13,7 °C. Le cumul annuel moyen de précipitations est de 867 mm, avec 13,2 jours de précipitations en janvier et 9,6 jours en juillet. Pour la période 1991-2020, la température moyenne annuelle observée sur la station météorologique la plus proche, située sur la commune de Fiefs à 7 km à vol d'oiseau, est de 10,4 °C et le cumul annuel moyen de précipitations est de 1 070,6 mm,. Pour l'avenir, les paramètres climatiques de la commune estimés pour 2050 selon différents scénarios d'émission de gaz à effet de serre sont consultables sur un site dédié publié par Météo-France en novembre 2022.

### Milieux naturels et biodiversité

#### Zone naturelle d'intérêt écologique, faunistique et floristique
L’inventaire des zones naturelles d'intérêt écologique, faunistique et floristique (ZNIEFF) a pour objectif de réaliser une couverture des zones les plus intéressantes sur le plan écologique, essentiellement dans la perspective d’améliorer la connaissance du patrimoine naturel national et de fournir aux différents décideurs un outil d’aide à la prise en compte de l’environnement dans l’aménagement du territoire.
Le territoire communal comprend une ZNIEFF de type 1 : le coteau et le bois de Pernes, d’une superficie de 171 ha et d'une altitude variant de 103  à   177 mètres. Ce site est un ancien lieu d’activité agropastorale du Béthunois lors du siècle précédent.

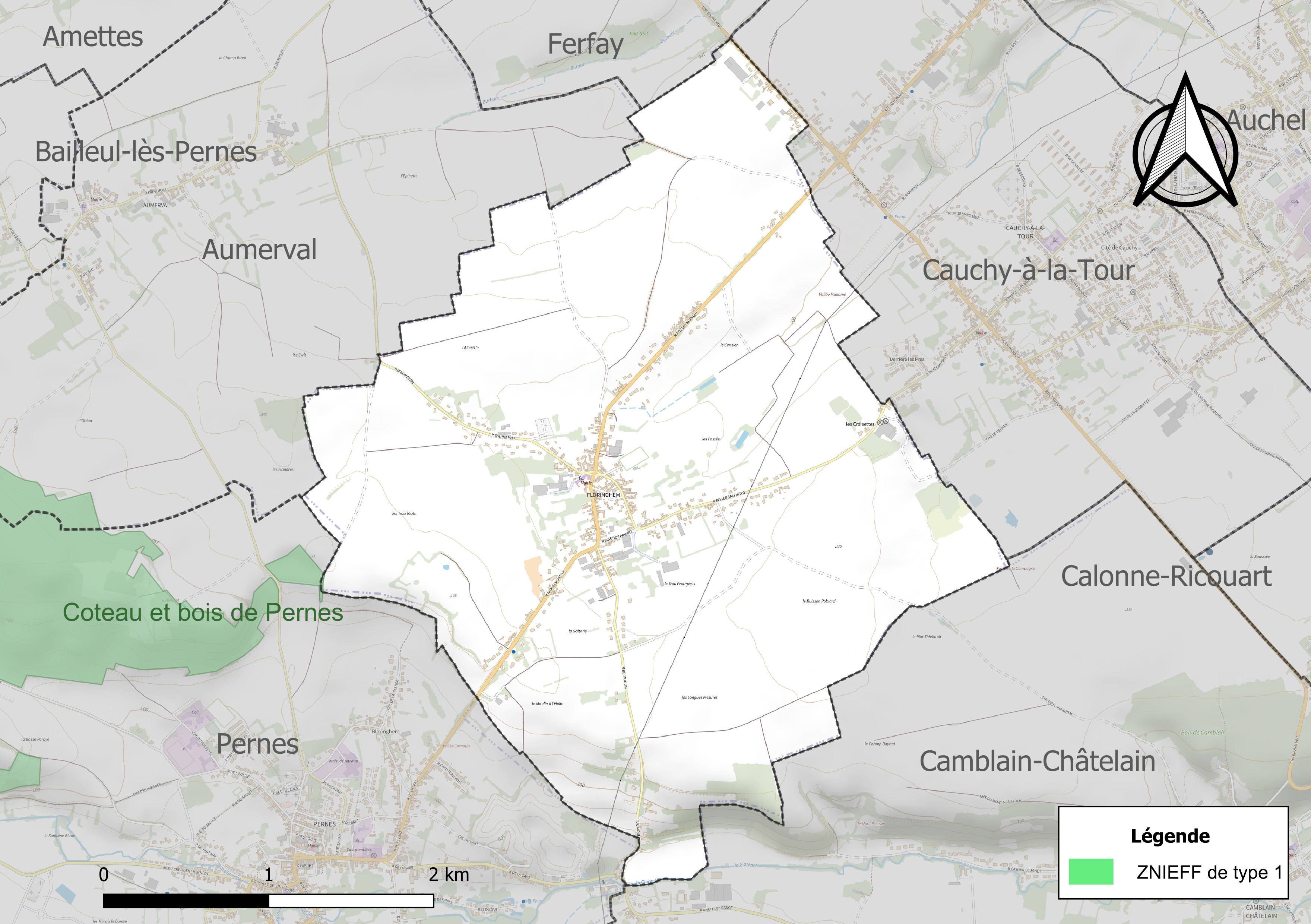
Carte de la ZNIEFF sur la commune.

#### Patrimoine géologique
Sur le territoire communal se trouve le site des ichtyofaunes dévoniennes de la carrière de Pernes. Il est inscrit à l'inventaire national du patrimoine géologique. C'est une carrière exploitant les grès dévoniens pour la fabrication de granulats.

#### Espèces faunistiques et floristiques recensées
Le site de l’Inventaire national du patrimoine naturel (INPN) recense 19 espèces faunistiques et floristiques sur le territoire de la commune dont trois protégées et une menacée.

## Urbanisme

### Typologie
Au 1er janvier 2024, Floringhem est catégorisée ceinture urbaine, selon la nouvelle grille communale de densité à sept niveaux définie par l'Insee en 2022.
Elle appartient à l'unité urbaine de Pernes, une agglomération intra-départementale regroupant trois  communes, dont elle est une commune de la banlieue,,. Par ailleurs la commune fait partie de l'aire d'attraction d'Auchel - Lillers, dont elle est une commune du pôle principal,. Cette aire, qui regroupe 29 communes, est catégorisée dans les aires de 50 000 à moins de 200 000 habitants,.

### Occupation des sols
L'occupation des sols de la commune, telle qu'elle ressort de la base de données européenne d’occupation biophysique des sols Corine Land Cover (CLC), est marquée par l'importance des territoires agricoles (87,1 % en 2018), en diminution par rapport à 1990 (90 %). La répartition détaillée en 2018 est la suivante : 
terres arables (77 %), zones urbanisées (12,9 %), prairies (10,1 %). L'évolution de l’occupation des sols de la commune et de ses infrastructures peut être observée sur les différentes représentations cartographiques du territoire : la carte de Cassini (XVIIIe siècle), la carte d'état-major (1820-1866) et les cartes ou photos aériennes de l'IGN pour la période actuelle (1950 à aujourd'hui).

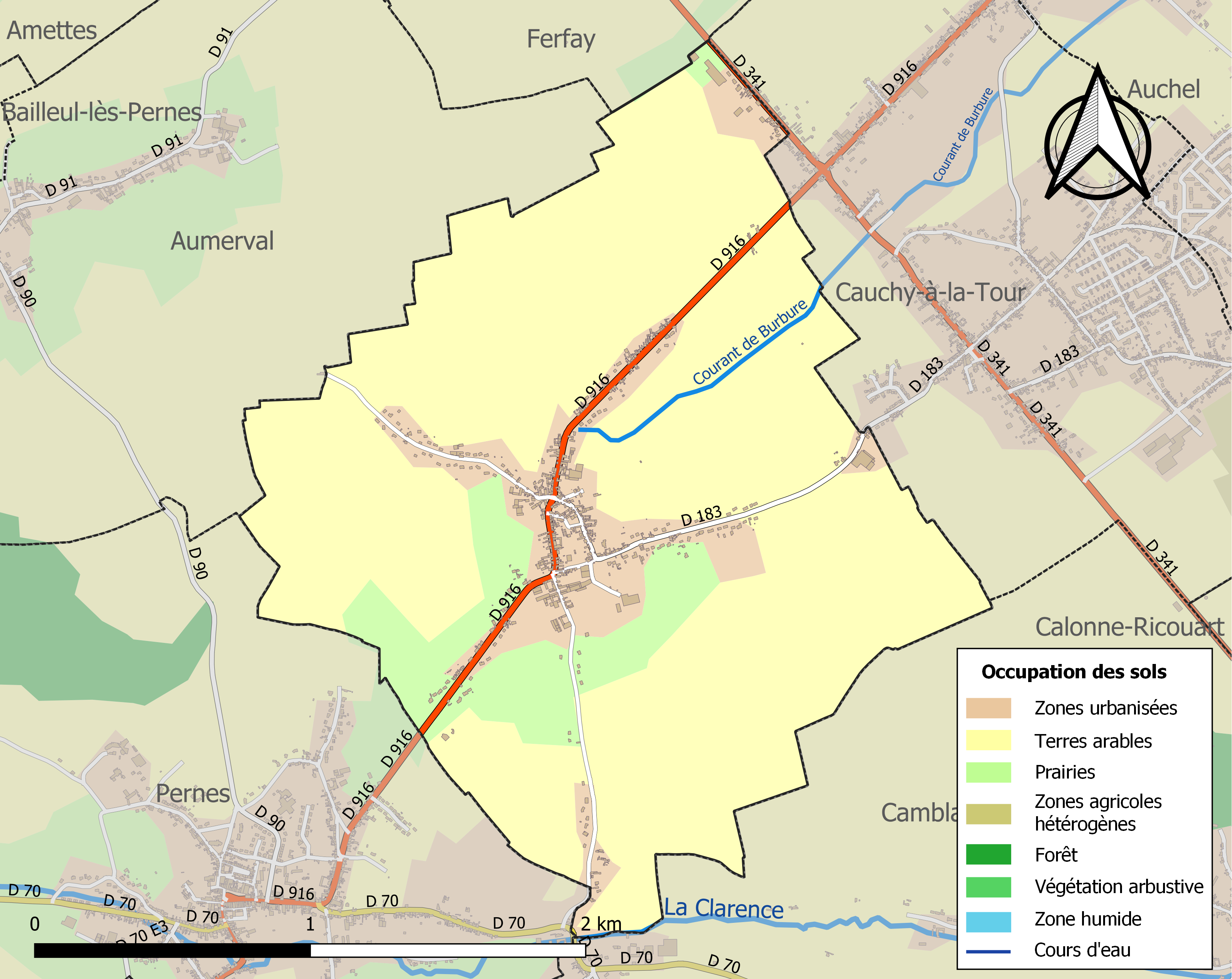
Carte des infrastructures et de l'occupation des sols de la commune en 2018 (CLC).

### Voies de communication et transports

#### Voies de communication
La commune est desservie par la route départementale D 916 et est limitrophe au nord de la D 941, appelée chaussée Brunehaut

#### Transport ferroviaire
La commune se trouve à 2 km, au nord, de la gare de Pernes - Camblain, située sur la ligne de Fives à Abbeville, desservie par des TGV inOui et des trains régionaux du réseau TER Hauts-de-France.

## Toponymie
| Formes successives du nom attestées pour la localité, - Floringuehem, Floringhehem, 1145 (ch. de Saint-Bert., no 196) - Floringhen, 1157 (mém. Soc. acad. de Boul., t. XII, p. 60) - Flouringuehem, 1379 (ch. de Saint-Bert., no 1902) - Flouriguehem, 1474 (arch. du Nord, p. 35, fo 370 vo )) - Fleuringhem, vers 1512 (Tassart, pouillé, fo 208 vo )) - Flouringhehem, 1545 (Arch. nat., J. 787, no 1, fo 248 ro )) - Florinquehem, 1546 (Cocheris, t. II, p. 173, no 578) - Flouringhen, 1559 (D. Grenier, t. CXCIV, fo 227 vo )) - Flouringhem, 1595 (prieuré de Saint-Pry, reg. 374) - Flouring-hem, 1739 (Maillart, p. 36) - Floringhem, 1793 (An II) - Florenghem, Floringhem, 1801 (Bulletin des lois) |

## Histoire
Hector Canva (1918-1996), résistant au sein de l'AS Dordogne-Nord, dit « Roland », chevalier dans l'ordre national de la Légion d'honneur et décoré de la croix de guerre 1939-1945, est né dans la commune,.

## Politique et administration

### Découpage territorial
La commune se trouve, depuis 1926, dans l'arrondissement d'Arras du département du Pas-de-Calais, auparavant, depuis 1801, elle se trouvait dans l'arrondissement de Saint-Pol.

#### Commune et intercommunalités
La commune faisait partie de la petite communauté de communes du Pernois créée fin 1993.
Dans le cadre de la réforme des collectivités territoriales françaises, par la loi de réforme des collectivités territoriales du 16 décembre 2010 (dite loi RCT)  destinée à permettre notamment l'intégration de la totalité des communes dans un EPCI à fiscalité propre, la suppression des enclaves et discontinuités territoriales et les modalités de rationalisation des périmètres des établissements publics de coopération intercommunale et des syndicats mixtes existants, cette intercommunalité fusionne avec sa voisine, la communauté de communes du pays d'Heuchin, formant le 1er janvier 2013 la communauté de communes des Vertes Collines du Saint-Polois.
Un nouveau mouvement de regroupement intercommunal intervient dans le cadre des dispositions de la loi portant nouvelle organisation territoriale de la République (Loi NOTRe) du 7 août 2015, qui prévoit que les établissements publics de coopération intercommunale (EPCI) à fiscalité propre doivent avoir un minimum de 15 000 habitants. À l'initiative des intercommunalités concernées, la Commission départementale de coopération intercommunale (CDCI) adopte le 26 février 2016 le principe de la fusion de : 

- la communauté de communes de l'Auxillois, regroupant 16 communes dont une de la Somme et 5 217 habitants ;

- la communauté de communes de la région de Frévent, regroupant 12 communes et 6 567 habitants ;

- de la communauté de communes des Vertes Collines du Saint-Polois, regroupant 58 communes et 19 585 habitants

- de la communauté de communes du Pernois, regroupant 18 communes et 7 114 habitants. Le Schéma départemental de coopération intercommunale (SDCI), intégrant notamment cette évolution, est approuvé par un arrêté préfectoral du 30 mars 2016,.
La communauté de communes du Ternois, qui résulte de cette fusion et dont la commune fait désormais partie, est créée par un arrêté préfectoral qui a pris effet le 1er janvier 2017.

#### Circonscriptions administratives
La commune faisait partie depuis 1801 du canton d'Heuchin. Dans le cadre du redécoupage cantonal de 2014 en France, la commune est intégrée au canton de Saint-Pol-sur-Ternoise.

#### Circonscriptions électorales
Pour l'élection des députés, la commune fait partie de la sixième circonscription du Pas-de-Calais.

### Élections municipales et communautaires

#### Liste des maires
| Période                                  | Période                   | Identité          | Étiquette | Qualité                              |
| ---------------------------------------- | ------------------------- | ----------------- | --------- | ------------------------------------ |
| Les données manquantes sont à compléter. |                           |                   |           |                                      |
| avant 1967                               | après 1967                | M. Delannoy       |           |                                      |
| Les données manquantes sont à compléter. |                           |                   |           |                                      |
| mars 2001                                | avril 2014                | Monique Édouart   |           |                                      |
| avril 2014                               | 2020                      | Marc-André Victor |           | ,                                    |
| 23 mai 2020                              | En cours (au 2 mars 2022) | Christophe Coppin |           | Professeur, profession scientifique, |

## Équipements et services publics

### Enseignement
La commune est située dans l'académie de Lille et dépend, pour les vacances scolaires, de la zone B.
Elle administre l'école primaire « Frédéric Joliot-Curie ».

### Justice, sécurité, secours et défense
La commune dépend du tribunal judiciaire d'Arras, du conseil de prud'hommes d'Arras, de la cour d'appel de Douai, du tribunal de commerce d'Arras, du tribunal administratif de Lille, de la cour administrative d'appel de Douai, du pôle nationalité du tribunal judiciaire d’Arras et du tribunal pour enfants d'Arras.

## Population et société

### Démographie
Les habitants de la commune sont appelés les Floringhemois.

#### Évolution démographique
L'évolution du nombre d'habitants est connue à travers les recensements de la population effectués dans la commune depuis 1793. Pour les communes de moins de 10 000 habitants, une enquête de recensement portant sur toute la population est réalisée tous les cinq ans, les populations de référence des années intermédiaires étant quant à elles estimées par interpolation ou extrapolation. Pour la commune, le premier recensement exhaustif entrant dans le cadre du nouveau dispositif a été réalisé en 2004.

En 2022, la commune comptait 883 habitants, en évolution de −2,43 % par rapport à 2016 (Pas-de-Calais : −0,72 %, France hors Mayotte : +2,11 %).
| 1793 | 1800 | 1806 | 1821 | 1831 | 1836 | 1841 | 1846 | 1851 |
| ---- | ---- | ---- | ---- | ---- | ---- | ---- | ---- | ---- |
| 335  | 388  | 341  | 367  | 425  | 422  | 440  | 429  | 429  |

| 1856 | 1861 | 1866 | 1872 | 1876 | 1881 | 1886 | 1891 | 1896 |
| ---- | ---- | ---- | ---- | ---- | ---- | ---- | ---- | ---- |
| 410  | 466  | 482  | 497  | 540  | 521  | 517  | 561  | 593  |

| 1901 | 1906 | 1911 | 1921 | 1926 | 1931 | 1936 | 1946 | 1954 |
| ---- | ---- | ---- | ---- | ---- | ---- | ---- | ---- | ---- |
| 554  | 623  | 645  | 667  | 652  | 699  | 726  | 745  | 798  |

| 1962 | 1968 | 1975 | 1982 | 1990 | 1999 | 2004 | 2006 | 2009 |
| ---- | ---- | ---- | ---- | ---- | ---- | ---- | ---- | ---- |
| 800  | 792  | 678  | 681  | 662  | 675  | 752  | 832  | 844  |

| 2014 | 2019 | 2022 | - | - | - | - | - | - |
| ---- | ---- | ---- | - | - | - | - | - | - |
| 885  | 883  | 883  | - | - | - | - | - | - |

#### Pyramide des âges
En 2018, le taux de personnes d'un âge inférieur à 30 ans s'élève à 37,0 %, soit au-dessus de la moyenne départementale (36,7 %). À l'inverse, le taux de personnes d'âge supérieur à 60 ans est de 22,9 % la même année, alors qu'il est de 24,9 % au niveau départemental.
En 2018, la commune comptait 460 hommes pour 430 femmes, soit un taux de 51,69 % d'hommes, largement supérieur au taux départemental (48,5 %).
Les pyramides des âges de la commune et du département s'établissent comme suit.
| Hommes | Classe d’âge | Femmes |
| ------ | ------------ | ------ |
| 0,0    | 90 ou +      | 1,2    |
| 3,5    | 75-89 ans    | 4,9    |
| 18,2   | 60-74 ans    | 18,0   |
| 17,1   | 45-59 ans    | 17,8   |
| 22,8   | 30-44 ans    | 22,5   |
| 14,9   | 15-29 ans    | 14,8   |
| 23,5   | 0-14 ans     | 20,8   |

| Hommes | Classe d’âge | Femmes |
| ------ | ------------ | ------ |
| 0,5    | 90 ou +      | 1,6    |
| 5,6    | 75-89 ans    | 8,9    |
| 16,7   | 60-74 ans    | 18,1   |
| 20,2   | 45-59 ans    | 19,2   |
| 18,9   | 30-44 ans    | 18,1   |
| 18,2   | 15-29 ans    | 16,2   |
| 19,9   | 0-14 ans     | 17,9   |

## Culture locale et patrimoine

### Lieux et monuments

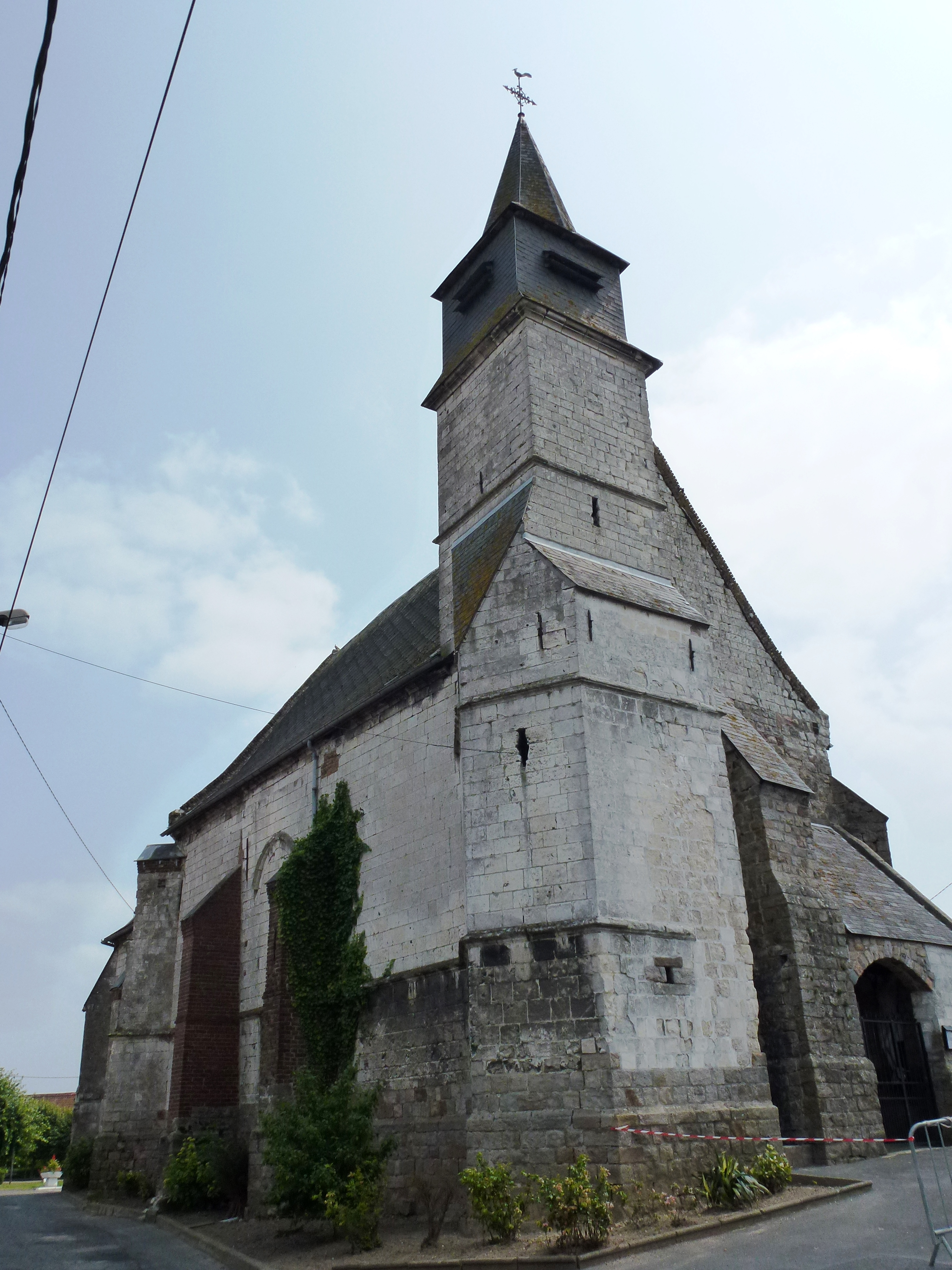
L'église Saint-Pierre.

- L'église Saint-Pierre, datant du XVIe siècle. Elle est construite en craie, avec toiture en ardoises et contreforts en brique[49]. Elle héberge onze éléments patrimoniaux, répertoriés dans la base Palissy, classés ou inscrits au titre d'objet des monuments historiques, dont un est classé[50].
- Le monument aux morts[51].

### Personnalités liées à la commune
- Jean-Noël Lewandowski (d) (1947-), romancier, né dans la commune.

### Héraldique
| Blason de Floringhem | Blason  | D'or à trois huchets de gueules, le pavillon à dextre, pavillonnés, virolés, enguichés et liés d'argent; au chef de vair en beffroi d'une tire. |
| Blason de Floringhem | Détails | Adopté par la municipalité. |

## Pour approfondir